# Viharsziget (film)
A Viharsziget (eredeti cím: Shutter Island) 2010-ben bemutatott amerikai thriller Martin Scorsese rendezésében. Dennis Lehane azonos című regényének adaptációja. A forgatás 2008 márciusában indult. Eredetileg a filmet 2009. október 2-án mutatták volna be, de végül a premierre 2010. február 13-án a Berlini Nemzetközi Filmfesztiválon került sor. Magyarországi bemutatójának dátuma 2010. március 4.

## Rövid történet
1954-ben egy amerikai rendőrbíró egy elmebetegek kórházából megszökött gyilkos eltűnése ügyében nyomoz.

## Cselekmény
1954-ben Teddy Daniels (Leonardo DiCaprio) rendőrbíró és partnere, Chuck Aule (Mark Ruffalo) a Viharszigetre mennek, az igazságügyi elmekórtani Ashecliff Kórházba. Rachel Solando (Emily Mortimer) eltűnését vizsgálják, aki egy bezárt szobából tűnt el. Dr. John Cawley (Ben Kingsley), a pszichológusok vezetője elmagyarázza, hogy Rachelt elmegyógyintézetbe szállították, mivel megfojtotta három gyermekét – bár a nő úgy hiszi, hogy otthon van és gyermekei életben vannak.
Megvizsgálják a szigeten Rachel szobáját, aki a szobájában hagyta mindkét cipőjét, anélkül pedig nehéz közlekedni a sziklás talajon. Kimennek a tengerpartra a világítótoronyhoz, Teddynek azt mondják, hogy azt már átkutatták. Megállapítják, hogy a sziklákkal körülvett területről lehetetlen elérni a közeli barlangokat. Következő lépésként kikérdezik a nővéreket és az elmegyógyintézet alkalmazottjait. Kiderül, hogy Rachel pszichológusa aznap vakációra ment. Teddy szeretné látni az alkalmazottak aktáit, de Cawley ezt visszautasítja. Teddy le akarja adni az esetet, mert úgy véli, nem mondanak igazat neki. Azonban vihar éri el a szigetet, így ott ragadnak. Aznap este Teddynek különös álma van feleségéről: Dolores-szel álmodott (Michelle Williams), aki két évvel korábban halt meg egy tűzvészben. Elmeséli, hogy Rachel még mindig a szigeten van, mint ahogyan Laeddis is, aki a tüzet okozta. Reggel betegeket kérdeznek Rachel csoportterápiáiról, egyikük figyelmezteti Teddyt, hogy meneküljön. Teddy elmagyarázza Chucknak, valójában miért vállalta el az ügyet; miután Ashscliffbe vitték Andrew Laeddist, aki – amellett, hogy piromániás volt és sok embert ölt meg ezzel, Teddy feleségének a haláláért is felelős -, eltűnt. Amikor Teddy nyomozott, találkozott egy korábbi pácienssel, George Noyce-szal, aki szerint a szigeten emberkísérletek folynak. Rachelt megtalálják, de nem válaszol Teddy kérdéseire. Teddy megtalálja egy börtöncellában George Noyce-ot, aki elmondja, hogy az egész nyomozás csak egy csapda, és fél, hogy ő maga is a világítótoronyba kerül, ahol csonkoló agyműtéteket végeznek.
Teddy megpróbál eljutni a világítótoronyba, közben hátrahagyja partnerét. A toronyba nem jut el, de egy közeli barlangban megtalálja az igazi Rachelt. Kiderül, hogy a nő orvos volt, de mivel rájött a kísérletek lényegére, elmebajosnak nyilvánították, de sikerült kiszabadulnia. A kutatásokról beszél, amiről mindenki tud, de a nyomozó elől eltitkolták. Szerinte Teddyt is pszichotróp szerekkel tömik, mióta a szigetre jött.
Teddy végül eljut a világítótoronyba, ahol Cawley várja. Felfedi, hogy Teddy tulajdonképpen Andrew Laeddis (a név anagrammája az Edward Daniels névnek), az intézet ápoltja két éve, akit azért zártak ide, mert lelőtte elmebeteg feleségét (a „Rachel Solando” név is felesége, Dolores Chanal nevének anagrammája), aki vízbe fojtotta három gyermeküket. Az egész történet az ő képzeletének a szüleménye, Chuck, akit partnerének hisz, nem más, mint a kezelőorvosa.
Martin Scorsese rendező úgy alkotta meg a darabot, hogy a befejező szál nyitott legyen. Mindkét befejezést magára a nézőre bízza a film alkotója.
Az egyik szál, miszerint Cawley és a többiek direkt módon próbálják átejteni Teddy-t, de ő nem hisz nekik, és Chuck bűntudatára próbál hatni, mikor azt mondja „Nem tudom, hogy melyik a rosszabb... szörnyetegként élni, vagy jó emberként meghalni”, utalva arra, hogy mit tettek annak érdekében, hogy ezt az egész ügyet eltussolják, és lobotómiát kapjon mindazért, amit megtudott a szigeten való tartózkodása alatt.
A másik verzió szerint Cawley elmondja neki, hogy az egész színjátékot az ő érdekében vállalták, mert azt remélték tőle, hogy képes lesz elfogadni a valóságot. Teddy azonban másnap úgy csinál, mint aki a partnerének hiszi „Chuck”-ot, és önként vállalkozik rá, hogy agyműtétet végezzenek rajta, ami megszabadítja a rémálmaitól.
|  | Itt a vége a cselekmény részletezésének! |

## Szereplők
| Színész            | Szerep                                   | Magyar hang       |
| ------------------ | ---------------------------------------- | ----------------- |
| Leonardo DiCaprio  | Edward "Teddy" Daniels / Andrew Laeddies | Hevér Gábor       |
| Mark Ruffalo       | Chuck Aule / Sheehan doktor              | Rajkai Zoltán     |
| Michelle Williams  | Dolores Chanal / Rachel Solando          | Gubás Gabi        |
| Ben Kingsley       | Dr. John Cawley                          | Végvári Tamás     |
| Max von Sydow      | Dr. Jeremiah Naehring                    | Tordy Géza        |
| Emily Mortimer     | Rachel Solando 1                         | Tompos Kátya      |
| Patricia Clarkson  | Rachel Solando 2                         | Kubik Anna        |
| Jackie Earle Haley | George Noyce                             | Epres Attila      |
| Ted Levine         | Igazgató                                 | Rosta Sándor      |
| John Carroll Lynch | McPherson igazgatóhelyettes              | Haás Vander Péter |
| Christopher Denham | Peter Breene                             | Szabó Máté        |
| Elias Koteas       | Andrew Laeddis                           | Háda János        |
| Robin Bartlett     | Bridget Kearns                           | Szabó Éva         |